# 従姉ヴァレリア
『従姉ヴァレリア』（いとこヴァレリア）は、福原ヒロ子による日本の漫画作品。1974年の『セブンティーン』（集英社）1号から21号に連載された。

## あらすじ
火事をきっかけに死んだヴァレリアに成りすましたマリー・アンは、ヴァレリアの祖父の死と自身の病気をきっかけに乳母のシーラとその息子ヒューヴとともに、最愛の親友モナに会いにヨーロッパにやってくる。モナはマリー・アンをヴァレリアだと思い込み歓迎する。まずはモナの婚約者シモンが本当にモナを愛しているか試すために誘惑するが、簡単に誘いに乗った彼を誤って殺してしまう。悲しむモナに愛を告白したマリー・アンだが、シーラが二人の仲を裂こうとしたため彼女をも殺すことになる。殺人の嫌疑は今のところかかっていないが、開かれたパーティーの席上、旧友のピートや探偵のガイとの出会いが彼女を不安にする。過去を知るピートから乱暴されそうになったマリー・アンは彼を殺害するが、危ういところで嫌疑はほかの人物にかかる。しかしガイはそれを疑っていた。しかし今度はピートの友人ジャンから脅されるが彼をも殺害し、秘密を知る人間はいなくなったはずだった。そんな中マリー・アンのあまりの愛情ゆえに逆にモナの心は離れ、ガイの弟リースに向かっていった。マリー・アンはリースをも殺そうとするが、傍らのモナの笑顔を見るとできなくなってしまう。一方ガイは警察に先んじてマリー・アンの陰謀を見破るが、彼女への愛のため黙っていた。しかしついに警察までがマリー・アンに嫌疑をかける。そして死期の迫ったマリー・アンはモナにすべてを告げ、炎に身を投じた。

## 登場人物
マリー アン ルドベール（ヴァレリア ブレンティス)
孤児だったが、モナの家に引き取られる。マリー・アン、モナ、ヴァレリアの三人は幼いころからの親友だったが、火事でヴァレリアとその両親が死に、マリー・アンは全身にやけどを負う。しかしシーラの策略でマリー・アンはヴァレリアに成りすまし、アメリカに渡る。ヴァレリアの祖父をだまして一緒に暮らしていたが、8年後彼の死をきっかけに最愛のモナに会うためヨーロッパに戻ってくる。ガンで余命1年と宣告されているが、秘密にしている。
モンティーナ カラバーユ
通称モナ。マリー・アンをヴァレリアだと思い込み歓迎する。一時は彼女の愛を受け入れるが、心はだんだんと離れていった。
シーラ
ヴァレリアの乳母。財産を乗っ取るためマリー・アンを整形し死んだヴァレリアに仕立て上げる。ゆくゆくは自分の息子ヒューヴと結婚させるつもり。マリー・アンとモナの仲を裂こうとしたため謀殺される。
シモン ル フィラントリス
モナの婚約者。マリー・アンの誘いに簡単に乗るが、彼女からその不義をとがめられた際、崖から落ちて死んでしまう。
ガイ ジャーディン
探偵。マリー・アンの犯罪に気づくが、彼女に惹かれる。
リース ジャーディン
医学生。ガイの弟。モナと恋に落ちたため、マリー・アンに命を狙われる。
ピート シェリンプ
マリー・アンがモナに会えない絶望からつい関係を持ってしまった男。ヒューヴを通じて秘密を知り彼女を脅迫する。
ジャン ルイ タニエ
ルポライターでゆすりの名人。ピートの友人。ピートを通じて秘密を知り、マリー・アンを脅迫する。
マディ クローディル
マリー・アンを「おねえさま」と呼び慕う少女。

## 書誌
集英社　従姉ヴァレリア　全2巻